# Плавання на Чемпіонаті Європи з водних видів спорту 2018 — 200 метрів на спині (жінки)
Змагання з плавання на дистанції 200 метрів на спині серед жінок на Чемпіонаті Європи з водних видів спорту 2018 відбулися 8 (попередні запливи і півфінали) та 9 серпня (фінал).

## Рекорди
|                   | Спортсмен         | Країна   | Час     | Місто  | Дата           |
| ----------------- | ----------------- | -------- | ------- | ------ | -------------- |
| Світовий рекорд   | Міссі Франклін    | США      | 2:04.06 | Лондон | 3 серпня 2012  |
| Рекорд Європи     | Анастасія Зуєва   | Росія    | 2:04.94 | Рим    | 1 серпня 2009  |
| Рекорд чемпіонату | Крістіна Егерсегі | Угорщина | 2:06.62 | Афіни  | 25 серпня 1991 |

Під час цих змагань встановлено такі рекорди:
| Дата     | Дисципліна | Ім'я               | Країна | Час     | Рекорд |
| -------- | ---------- | ------------------ | ------ | ------- | ------ |
| 9 серпня | Фінал      | Маргеріта Панцієра | Італія | 2:06.18 | CR     |

## Результати

### Попередні запливи
| Місце | Заплив | Доріжка | Ім'я               | Країна            | Час     | Примітки |
| ----- | ------ | ------- | ------------------ | ----------------- | ------- | -------- |
| 1     | 2      | 4       | Дарія Устінова     | Росія             | 2:08.89 | Q        |
| 2     | 1      | 5       | Каталін Буріан     | Угорщина          | 2:10.22 | Q        |
| 3     | 1      | 3       | Анастасія Авдєєва  | Росія             | 2:10.31 | Q        |
| 4     | 1      | 4       | Маргеріта Панцієра | Італія            | 2:10.32 | Q        |
| 5     | 2      | 3       | Дженні Менсінг     | Німеччина         | 2:11.23 | Q        |
| 6     | 2      | 6       | Крістіна Гарсія    | Іспанія           | 2:12.59 | Q        |
| 7     | 2      | 5       | Дарина Зевіна      | Україна           | 2:12.90 | Q        |
| 8     | 2      | 0       | Габріела Георгієва | Болгарія          | 2:13.11 | Q        |
| 9     | 2      | 1       | Катерина Аврамова  | Туреччина         | 2:13.40 | Q        |
| 10    | 3      | 2       | Сімона Баумртова   | Чехія             | 2:13.45 | Q        |
| 11    | 3      | 3       | Поліна Єгорова     | Росія             | 2:13.68 |          |
| 12    | 2      | 7       | Тесса Вермулен     | Нідерланди        | 2:13.70 | Q        |
| 13    | 2      | 2       | Катрін Грінслейд   | Велика Британія   | 2:13.75 | Q        |
| 14    | 3      | 5       | Ліза Граф          | Німеччина         | 2:13.77 | Q        |
| 15    | 3      | 6       | Афріка Заморано    | Іспанія           | 2:14.30 | Q        |
| 16    | 1      | 8       | Лєна Грабовські    | Австрія           | 2:15.30 | Q        |
| 17    | 3      | 9       | Авів Барзелай      | Ізраїль           | 2:15.46 | Q        |
| 18    | 3      | 7       | Шахар Менахем      | Ізраїль           | 2:15.58 |          |
| 19    | 1      | 0       | Сігнілд Йонсен     | Фарерські острови | 2:15.84 |          |
| 20    | 1      | 6       | Карлотта Тоні      | Італія            | 2:16.53 |          |
| 21    | 3      | 1       | Вероніка Горецка   | Польща            | 2:16.60 |          |
| 22    | 2      | 9       | Вікторія Бієрр     | Данія             | 2:16.75 |          |
| 23    | 2      | 8       | Анастасія Горбенко | Ізраїль           | 2:16.89 |          |
| 24    | 3      | 8       | Кароліна Гайкова   | Словаччина        | 2:17.20 |          |
| 25    | 3      | 0       | Вілма Рутсалайнен  | Фінляндія         | 2:18.58 |          |
| 26    | 1      | 1       | Алекса Голд        | Естонія           | 2:18.95 |          |
| 27    | 1      | 2       | Марина Колесникова | Україна           | 2:19.22 |          |
| 28    | 1      | 7       | Агата Наскрет      | Польща            | 2:20.19 |          |
| 29    | 1      | 9       | Фйорда Сабані      | Косово            | 2:27.71 |          |
| 30    | 3      | 4       | Катінка Хоссу      | Угорщина          | DNS     | DNS      |

### Півфінали

#### Півфінал 1
| Місце | Доріжка | Ім'я               | Країна          | Час     | Примітки |
| ----- | ------- | ------------------ | --------------- | ------- | -------- |
| 1     | 5       | Маргеріта Панцієра | Італія          | 2:07.27 | Q        |
| 2     | 4       | Каталін Буріан     | Угорщина        | 2:07.65 | Q        |
| 3     | 1       | Афріка Заморано    | Іспанія         | 2:11.69 | Q        |
| 4     | 2       | Сімона Баумртова   | Чехія           | 2:12.02 |          |
| 5     | 3       | Крістіна Гарсія    | Іспанія         | 2:12.67 |          |
| 6     | 6       | Габріела Георгієва | Болгарія        | 2:13.19 |          |
| 7     | 7       | Катрін Грінслейд   | Велика Британія | 2:13.96 |          |
| 8     | 8       | Авів Барзелай      | Ізраїль         | 2:15.41 |          |

#### Півфінал 2
| Місце | Доріжка | Ім'я              | Країна     | Час     | Примітки |
| ----- | ------- | ----------------- | ---------- | ------- | -------- |
| 1     | 4       | Дарія Устінова    | Росія      | 2:08.19 | Q        |
| 2     | 3       | Дженні Менсінг    | Німеччина  | 2:08.92 | Q        |
| 3     | 1       | Ліза Граф         | Німеччина  | 2:09.32 | Q        |
| 4     | 5       | Анастасія Авдєєва | Росія      | 2:09.54 | Q        |
| 5     | 6       | Дарина Зевіна     | Україна    | 2:11.17 | Q        |
| 6     | 7       | Тесса Вермулен    | Нідерланди | 2:13.32 |          |
| 7     | 2       | Катерина Аврамова | Туреччина  | 2:14.13 |          |
| 8     | 8       | Лєна Грабовські   | Австрія    | 2:15.08 |          |

### Фінал[1]
| Місце | Доріжка | Ім'я               | Країна    | Час     | Примітки |
| ----- | ------- | ------------------ | --------- | ------- | -------- |
| 1     | 4       | Маргеріта Панцієра | Італія    | 2:06.18 | CR       |
| 2     | 3       | Дарія Устінова     | Росія     | 2:07.12 |          |
| 3     | 5       | Каталін Буріан     | Угорщина  | 2:07.43 |          |
| 4     | 2       | Ліза Граф          | Німеччина | 2:08.58 |          |
| 5     | 7       | Анастасія Авдєєва  | Росія     | 2:10.03 |          |
| 6     | 6       | Дженні Менсінг     | Німеччина | 2:10.77 |          |
| 7     | 1       | Дарина Зевіна      | Україна   | 2:10.89 |          |
| 8     | 8       | Афріка Заморано    | Іспанія   | 2:11.55 |          |